# 자이스 조나
조나(Sonnar)는 Zeiss Ikon의 루트비히 베르텔레(Ludwig Bertele) 가 에르노스타(Ernostar)를 개량하여 1929년에 발명한 칼 자이스의 렌즈이다. 
명칭의 유래는 Zeiss 공장이 있던 도시 존트호펜(Sonthofen)에서 왔다는 설과 태양(존네, Die Sonne)에서 왔다는 2가지 설이 알려져있다. 
현재 칼 자이스는 베르텔레가 조나 전에 설계한 에르노스타 형 렌즈에 조나의 명칭을 달고있다.
레인지파인더 카메라가 주류이던 시절에는 대구경의 밝은 표준렌즈의 대명사였으나 플랜지백이 짧다. 그러나, 주피터 9에 SLR용 M42 마운트 설계를 가지고 있다.

## 같이 보기
- 테사
- 자이스 플라나